# پذیرش شکست
در علوم سیاسی، پذیرش شکست (به انگلیسی: Concession) کنشی است که بر پایه آن و پس از آشکار شدن کامل نتیجه انتخابات، نامزد شکست خورده در انتخابات در یک سخنرانی همگانی با پذیرش شکست خود راه را برای نامزد پیروز باز می گذارد.